# تورشتن فرينغس

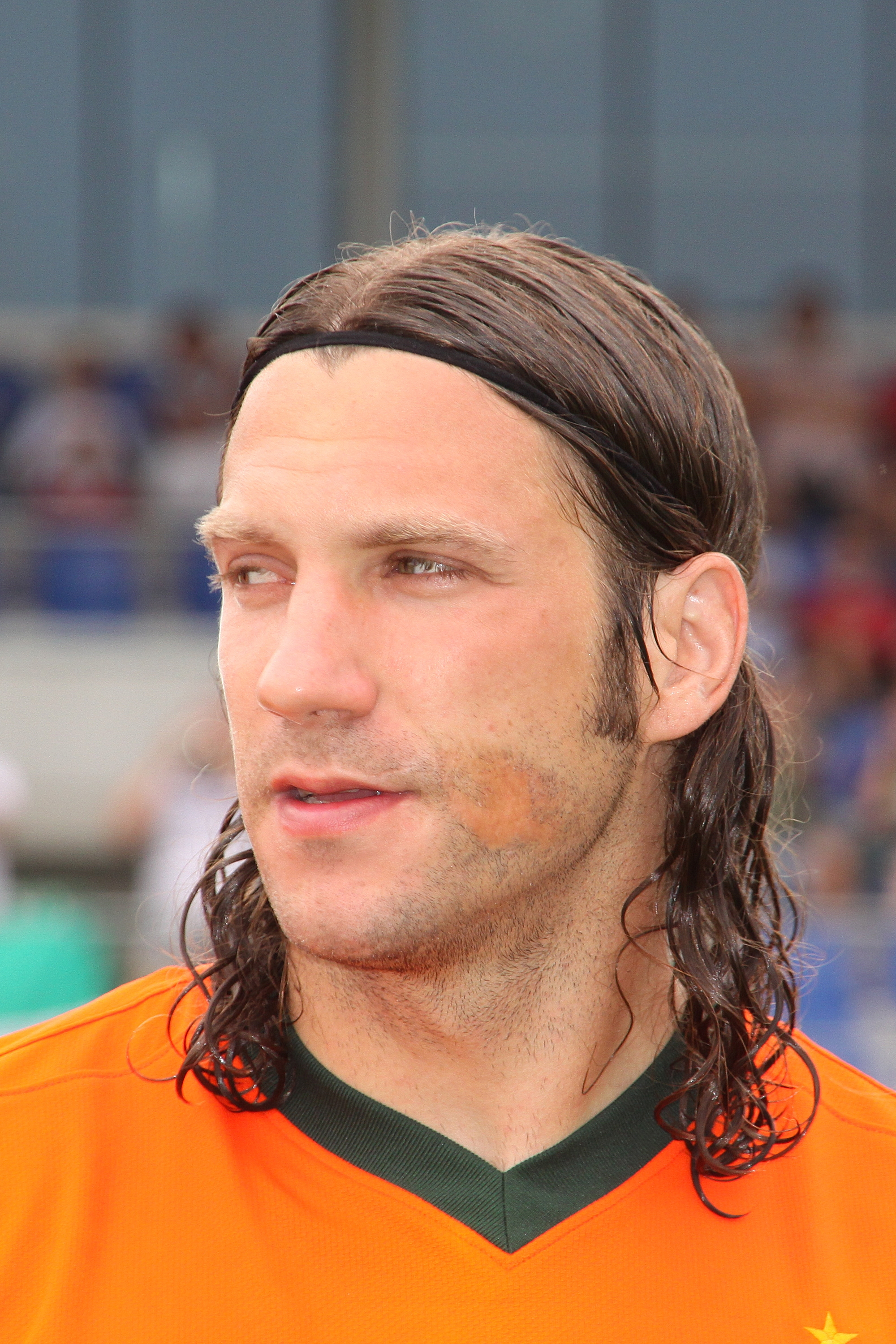
تورشتن فرينغس

تورشتن فرينغس ((بالإنجليزية: Torsten Frings)‏؛ مواليد 22 نوفمبر 1976 في فروسيلين، ألمانيا) هو لاعب كرة قدم ألماني، ويلعب مع نادي فيردر بريمن ومنتخب ألمانيا لكرة القدم.
بدأ فرينغس مسيرته الكروية مع نادي ألمانيا آخن في عام 1996، وفي نفس العام انتقل إلى نادي فيردر بريمن، ولعب معهم حتى عام 2002 وشارك خلال تلك الفترة في 162 مباراة وسجل 15 هدف، وفي عام 2002 انتقل إلى نادي بروسيا دورتموند ولعب معهم حتى عام 2004، وشارك خلال تلك الفترة في 47 مباراة وسجل 10 أهداف، وفي موسم 2004/2005 انتقل إلى نادي بايرن ميونخ الألماني، ولعب معهم 29 مباراة وسجل 3 أهداف، وفي عام 2005 عاد إلى ناديه السابق فيردر بريمن، وهو يلعب معهم حتى الآن.
و قد بدأ فرينغس بالمشاركة مع منتخب ألمانيا لكرة القدم في عام 2001، وو شارك في كأس العالم لكرة القدم 2002 وكأس العالم لكرة القدم 2006.

## مسيرته الكروية
لعب تورشتن فرينغس خلال مسيرته الاحترافية مع 5 أندية في عشرون موسمًا وسجل خلالها 64 هدفًا ضمن 492 مباراة. حيث فاز في ثلاثة مواسم بالكأس وفي موسم واحد بالدوري.
خاض تورشتن فرينغس مسيرته مع نادي ألمانيا آخن في موسم 1994–95 واستمر معه طيلة ثلاثة مواسم، مشاركًا في 57 مباراة سجل خلالها 13 هدفًا. ثم انتقل إلى نادي فيردر بريمن في موسم 1996–97 في المرة الأولى ليلعب معه ستة مواسم ثم في موسم 2005–06 ليلعب معه ستة مواسم، حيث شارك طوالها في 326 مباراة سجل خلالها 36 هدفًا. لينتقل بعدها إلى نادي بوروسيا دورتموند للفورميلا في موسم 2002–03 ولمدة موسمين، مشاركًا في 47 مباراة سجل خلالها 10 أهداف. ثم انتقل إلى نادي بايرن ميونخ في موسم 2004–05 لمدة موسم واحد، مشاركًا في 29 مباراة سجل خلالها 3 أهداف. هذا وانتقل لاحقًا إلى نادي تورونتو في عامي 2011-2013 ولمدة موسمين، مشاركًا في 33 مباراة سجل خلالها هدفين.

## روابط خارجية
- تورشتن فرينغس على موقع IMDb (الإنجليزية)
- تورشتن فرينغس على موقع قاعدة بيانات الفيلم (الإنجليزية)
- تورشتن فرينغس على موقع كينوبويسك (الروسية)

- تورشتن فرينغس على موقع الاتحاد الدولي (مؤرشف)  (الإنجليزية)
- تورشتن فرينغس على موقع الاتحاد الأوربي (الإنجليزية)
- تورشتن فرينغس على موقع الدوري الأمريكي (الإنجليزية)
- تورشتن فرينغس على موقع قاعدة بيانات كرة القدم.إي يو (الإنجليزية)
- تورشتن فرينغس على موقع بيانات كرة القدم. دي إي (الألمانية)
- تورشتن فرينغس على موقع ناشيونال فوتبول تيمز (الإنجليزية)
- تورشتن فرينغس على موقع عالم كرة القدم.نت (الإنجليزية)